# Dicranomyia (Melanolimonia) caledonica
Dicranomyia (Melanolimonia) caledonica is een tweevleugelige uit de familie steltmuggen (Limoniidae). De soort komt voor in het Palearctisch gebied.